# Anthophora tibialis
Anthophora tibialis är en biart som beskrevs av Morawitz 1894. Anthophora tibialis ingår i släktet pälsbin, och familjen långtungebin. Inga underarter finns listade i Catalogue of Life.